# Sylvia balearica
Sylvia balearica là một loài chim trong họ Sylviidae.